# Muzeul Insurecției din Varșovia
Muzeul Insurecției din Varșovia (în poloneză Muzeum Powstania Warszawskiego) a fost deschis pe 31 iulie 2004, fiind un omagiu adus celor care au luptat și au murit pentru libertatea Poloniei și a Varșoviei. Expoziția prezintă lupta insurecționiștilor, arătând complexitatea situației din acea perioadă, dar și soarta participanților atât în timpul Insurecției, cât și după înăbușirea acesteia.
Muzeul Insurecției din Varșovia se bucură de o mare popularitate în rândul polonezilor, precum și în rândul străinilor, expoziția fiind considerată una inovatoare în acest domeniu, datorită celor mai noi tehnici audio-vizuale și a faptului că este un muzeu interactiv.

## Istoria Muzeului Insurecției din Varșovia

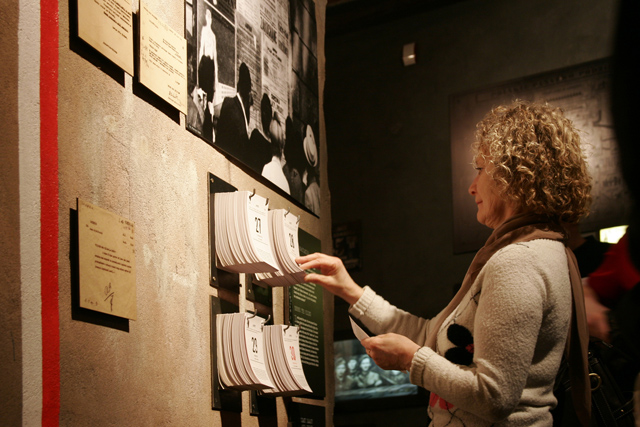
Elemente interactive ale Muzeului Insurecției din Varșovia

Pentru o lungă perioadă, construirea muzeului nu a fost posibilă din considerente politice. Despre necesitatea înființării acestui muzeu s-a discutat încă din anul 1956, însă nu a fost luată nicio măsură până în anul 1981. În anul 1981, a fost creat Społeczny Komitet Budowy Muzeum Powstania Warszawskiego (Comitetul Social pentru Înființarea Muzeului Insurecției din Varșovia), însă introducerea Legii Marțiale a împiedicat activitatea acestui comitet.
În anul 1983, comisarul Varșoviei, gen. Mieczysław Dębicki, înființează departamentul pentru crearea Muzeului de Istorie din Varșovia.
Între anii 1984-1994, s-au desfășurat pregătiri pentru construirea Muzeului Insurecției din Varșovia, fiind așezat în locul în care se aflau pe atunci ruinele Băncii Polone. În anul 1984, prof. Janusz Durko, în acea perioadă, director al Muzeului de Istorie din Varșovia, se decide să colaboreze cu Stowarzyszenie Architektów Polskich (Asociația Arhitecților Polonezi), propunând un concurs pentru proiectul muzeului. În 1994, a avut loc ceremonia pentru inaugurarea plăcii comemorative ce urma să fie pusă după construirea muzeului, însă, din considerente neclare, construirea muzeului nu a început.
Situația s-a schimbat în anul 2002, odată cu venirea președintelui Lech Kaczyński, care a promis că muzeul va fi inaugurat odată cu împlinirea a 60 de ani de la înăbușirea insurecției, promisiune pe care și-a ținut-o.
Pentru concepția arhitectonică, s-a ținut un concurs, care a fost câștigat de arhitectul Wojciech Obtułowicz. Lucrările au început în aprilie 2004, în următoarele trei luni muncindu-se 24 de ore din 24, în trei schimburi. 

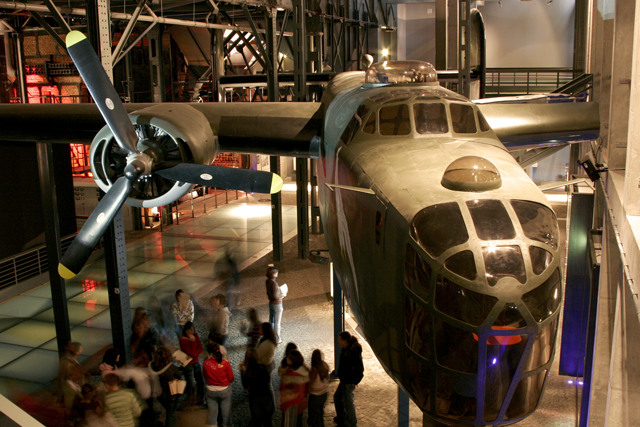
Replica Avionului B-24 Liberator

## Expoziția Muzeului Insurecției din Varșovia
Muzeului Insurecției din Varșovia are trei etaje, având o suprafață de peste 3000 m². Expoziția cuprinde aproape 1000 de exponate, 1500 de fotografii, peste 200 de note informaționale biografice și istorice, dar și hărți, filme, cronici, aranjate în ordine cronologică și în funcție de subiecte.
Aranjarea expoziției se bazează pe folosirea cât mai eficientă a imaginilor, a luminii și a sunetelor. Așezarea exponatelor și utilizarea acestor efecte creează o atmosferă ce îl aduce pe vizitator mai aproape de realitatea insurecției. Punctul central al muzeului este un monument de oțel, care trece prin toate nivelurile muzeului. Muzeul trebuie vizitat într-o anumită ordine, traseul prezentând cronologic evenimentele, prin diverse săli tematice. Expoziția prezintă istoria insurecției, începând cu invazia nemților în septembrie 1939, continuând cu evenimentele din timpul ocupației, pregătirile pentru insurecție, înăbușirea ei, încheind cu destinul insurecționiștilor în perioada Republicii Populare Polone.

### Parterul
La parter sunt prezentate evenimente din timpul ocupației, precum și înăbușirea insurecției. În această parte a expoziției, se găsește calendarul întâmplărilor din perioada 1 septembrie 1939 – 8 mai 1945. Astfel, vizitatorilor li se înfățișează viața cotidiană din timpul ocupației, teroarea impusă de nemți, dar și funcționarea clandestină a Polskie Państwo Podziemne și Akcja „Burza”.

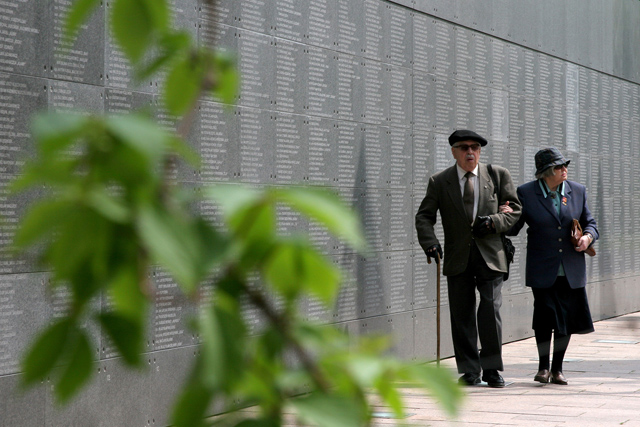
Mur Pamięci

Destinată special pentru copii este Sala Małego Powstańca (Sala Micului Insurecționist), în care copii învață istorie privind mici spectacole de teatru sau imitând poștași și medici insurecționiști. Copiilor cu vârste mici, le sunt puse la dispoziție jucării sau puzzle-uri.

### Mezaninul
În cel de-al doilea nivel al muzeului, sunt expuse obiecte ce prezintă genocidul din Wola (cartier al Varșoviei), viața religioasă și culturală, livrarea proviziilor cu parașuta și spitalul insurecționiștilor. De asemenea, sunt prezentate trei cronici de film ale Biroului de Informație și Propangandă AK (Biuro Informacji i Propagandy AK).

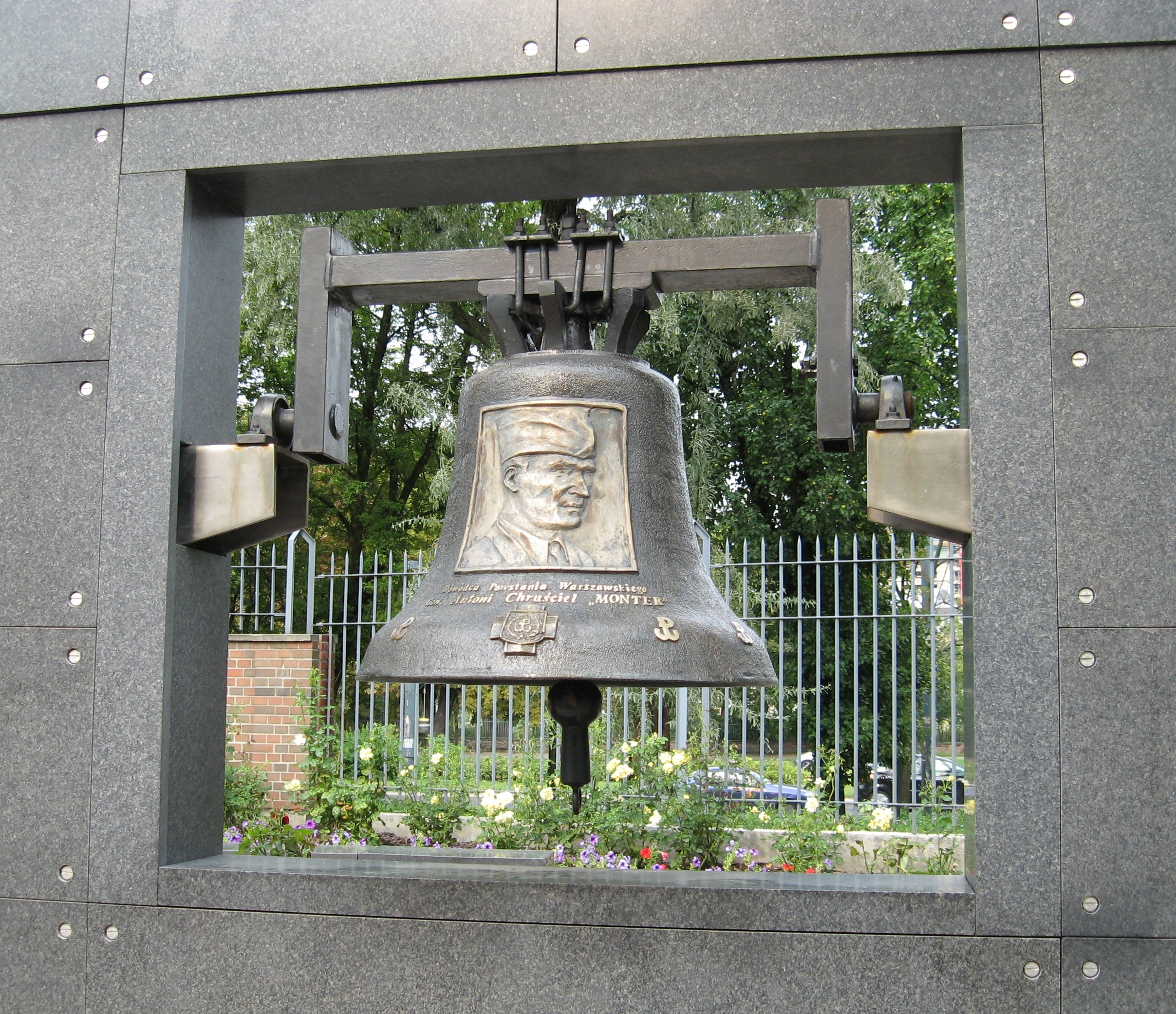
Clopotul lui Chruściel

### Etajul
În această parte a muzeului este prezentată lupta în Czerniaków, Mokotów, Żoliborz (cartiere ale Varșoviei), înăbușirea insurecției, capitularea și exodul populației varșoviene, precum și destinul insurecționiștilor.

### Sala AvionuluiB-24 Liberator
Hala z Liberatorem este o sală extrem de spațioasă, al cărei punct central este replica avionului B-24 Liberator, pilotat de căpitanul Zbigniew Szostak și doborât de Luttwaffe. Pentru construirea replicii, au fost folosite și părți componente originale ale avionului, descoperite în zona în care a avut loc catastrofa.

### Zona subterană
Sub Sala Avionului se găsește Sala Nemții din Varșovia sub ocupație, care prezintă istoria anilor 1939-1944 din perspectiva celor care au trăit acei ani și a insurecționiștilor care au rămas în viață. În această sală este construit un canal întocmai ca cele existente în Varșovia acelei perioade, canale prin care se deplasau insurecționiștii. 

### Monumentul Comemorativ (Mur Pamięci)
În centrul Parcului Wolność se află Mur Pamięci, un zid cu o lungime de 156 m, pe care sunt inscripționate numele a peste 11.000 de soldați ce au murit în timpul insurecției.  Pe această listă încă se mai adaugă nume ale insurecționiștilor.
În partea centrală a zidului se află un clopot ce cântărește 230 kg, construit în memoria gen. Antoni Chruściel, clopot care sună pe 1 septembrie la „ora W” ( la 17:00, oră la care a fost înăbușită Insurecția).